# Agrias amplificata
Agrias amplificata är en fjärilsart som beskrevs av Peter William Michael 1932. Agrias amplificata ingår i släktet Agrias och familjen praktfjärilar. Inga underarter finns listade i Catalogue of Life.